# La Loma (Jaén)
Pour les articles homonymes, voir La Loma (homonymie).
La Loma est une comarque d'Espagne de la province de Jaén située dans la communauté autonome d'Andalousie. Sa capitale historique est Úbeda.
La comarque de La Loma a une population de 79 371 habitants (INE, 2009)  sur un territoire de 1 037,4 km2, soit une densité de population de 76,5 hab/km2.

## Géographie
La Loma est une région naturelle constituée d'un plateau interfluvial délimité au nord par le Guadalimar et au sud par le Guadalquivir.
Elle se répartit sur deux zones :
- La Loma Occidentale autour de Baeza.
- La Loma Orientale autour d'Úbeda.

Elle est frontalière avec :
- Au nord, la comarque d'El Condado,
- À l'est, les comarques de Las Villas et de la Sierra de Cazorla,
- Au sud la comarque de la Sierra Mágina,
- À l'ouest la comarque de la Sierra Morena et la Comarque métropolitaine de Jaén.

Traditionnellement et par les liens géographiques, culturels et de dépendance, il a été envisagé de fusionner les comarques de La Loma et celle de Las Villas, pour former la comarque de La Loma et Las Villas. Mais une décision du 27 mars 2003 du Cabinet de Tourisme et Sport de la Junte de l'Andalousie, maintient l'indépendance des deux comarques.

### Communes
La Loma est formée des communes :
| - Baeza - Begíjar - Ibros - Lupión - Torreblascopedro | - Úbeda - Rus - Canena - Sabiote - Torreperogil |

## Économie
L'activité économique principale de la région est l'agriculture dominée par la culture de l'olivier.
Úbeda et Baeza, les deux villes renaissances cataloguées au Patrimoine Culturel de l'Humanité par l'Unesco, favorisent l'économie touristique.

### Agriculture
Le territoire est essentiellement occupé par la culture intensive de l'olivier. C'est le premier producteur d'huile d'olive de la région :
| Comarques     | Production en tonnes (2005) |
| ------------- | --------------------------- |
| La Loma       | 177 777                     |
| Campiña Sur   | 85 508                      |
| Campiña Norte | 79 355                      |
| Sierra Sur    | 45 398                      |
| El Condado    | 37 428                      |
| Mágina        | 24 435                      |

Une autre partie du territoire est consacrée à des petites parcelles de cultures sèches.
Dans les vallées du Guadalquivir et du Guadalimar, se trouvent des cultures industrielles irriguées.